# Miguel Benincasa
Miguel Benincasa (1889 – ?) – były urugwajski piłkarz grający jako obrońca.

## Kariera klubowa
Przez większą część kariery związany był z River Plate Montevideo, gdzie zdobył trzy mistrzostwa Urugwaju.

## Kariera reprezentacyjna
Brał udział w pierwszych w dziejach mistrzostwach Ameryki Południowej - Copa América 1916 – gdzie zdobył tytuł pierwszego mistrza Ameryki Południowej. Sam Benincasa zagrał tylko w ostatnim, bezbramkowym spotkaniu z Argentyną. Rok później, podczas turnieju Copa América 1917, zdobył drugie mistrzostwo Ameryki Południowej. Tym razem jednak Benincasa nie zagrał w żadnym spotkaniu.

## Sukcesy

### Klubowe
River Plate
- Primiera Division: 1910, 1913, 1914

### Reprezentacyjne
Urugwaj
- Copa America: 1916, 1917